# Municipio de Hunt City
El municipio de Hunt City (en inglés: Hunt City Township) es un municipio ubicado en el condado de Jasper en el estado estadounidense de Illinois. En el año 2010 tenía una población de 282 habitantes y una densidad poblacional de 3,4 personas por km².

## Geografía
Según la Oficina del Censo de los Estados Unidos, el municipio tiene una superficie total de 82.95 km², de la cual 82,95 km² corresponden a tierra firme y (0 %) 0 km² es agua.

## Demografía
Según el censo de 2010, había 282 personas residiendo en el municipio de Hunt City. La densidad de población era de 3,4 hab./km². De los 282 habitantes, el municipio de Hunt City estaba compuesto por el 100 % blancos. Del total de la población el 1,42 % eran hispanos o latinos de cualquier raza.